# Simão Vianna da Cunha Pereira
Simão Vianna da Cunha Pereira (Abaeté, 1º de setembro de 1919 — Belo Horizonte, 12 de julho de 1983) foi um advogado e político brasileiro com atuação no estado de Minas Gerais.

## Biografia
Filho de Edgardo da Cunha Pereira e Alda Viana da Cunha Pereira, Bacharelou-se em Direito pela Faculdade de Direito da Universidade Federal de Minas Gerais em 1942 e lá iniciou sua trajetória política como vice-presidente da União Nacional dos Estudantes. Depois de graduado foi levado da advocacia para a política ingressando na UDN e sendo eleito deputado estadual em 1947, 1950, 1954 e 1958 e deputado federal em 1962. Com a instalação do Regime Militar de 1964 migrou para o MDB e foi reeleito em 1966. Seu novo mandato, porém, foi abreviado pelo disposto no Ato Institucional Número Cinco que o cassou em fevereiro de 1969. Durante seu recolhimento forçado da atividade política fundou uma imobiliária e somente em 1982 voltou a cabalar votos como candidato a senador pelo PMDB figurando depois como primeiro suplente de Itamar Franco, porém Simão da Cunha não chegou a assumir o mandato do titular quando este foi eleito vice-presidente da República em 1989 pois faleceu de câncer na capital mineira. Antes de seu falecimento, ocupou o cargo de Conselheiro do Tribunal de Contas do Estado de Minas Gerais. Foi casado com Maria Beatriz Correa, com quem teve os filhos Juliana da Cunha Pereira, Bernardo da Cunha Pereira, Simão da Cunha Pereira e Francisco da Cunha Pereira.

### Carreira Política
Atuou como deputado estadual em Minas Gerais na 1ª Legislatura (1947 - 1951), substituindo alguns deputados afastados.
Foi eleito deputado estadual em Minas Gerais na 2ª Legislatura (1951 - 1955), pela UDN.
Foi também deputado federal por Minas Gerais.